# Weathering with You (album)
Weathering With You là album phòng thu thứ mười một của ban nhạc rock Nhật Bản RADWIMPS và nhạc nền cho bộ phim hoạt hình Nhật Bản 2019 Đứa con của thời tiết. Album đã được phát hành trên toàn thế giới vào ngày 19 tháng 7 năm 2019, cùng ngày phát hành với bộ phim.

## Câu chuyện
Vào ngày 26 tháng 8, 2017, đạo diễn Shinkai Makoto gửi kịch bản bộ phim đến ca sĩ chính Noda Yojiro hỏi ý kiến của anh trước khi ông nhận được bài hát "Is there still anything that love can do?" (愛にできることはまだあるかい "Ai ni Dekiru Koto wa Mada Aru Kai") từ RADWIMPS, được dùng làm bài hát chủ đề của bộ phim. Một bài hát khác, "Grand Escape" (グランドエスケープ), do Toko Miura trình bày. Bài hát khác bao gồm "Voice of Wind" (風たちの声 "Kaze-tachi no Koe"), "Celebration" (祝祭 "Shukusai") và "We'll Be Alright (大丈夫 "Daijōbu").

## Danh sách
| Weathering With You | Weathering With You                                                                                  | Weathering With You | Weathering With You |
| STT                 | Nhan đề                                                                                              | Phổ lời             | Thời lượng          |
| ------------------- | --- | ------------------- | ------------------- |
| 1.                  | "Theme of "Weathering With You" (『天気の子』のテーマ)"                                              |                     | 0:41                |
| 2.                  | "The Taste of Kindness (優しさの味)"                                                                 |                     | 0:48                |
| 3.                  | "First Visit to K&A (K&A 初訪問)"                                                                    |                     | 1:49                |
| 4.                  | "Welcome to Senpikan (占秘館へようこそ)"                                                             |                     | 0:53                |
| 5.                  | "K&A Welcoming Ceremony (K&A 入社式)"                                                                |                     | 1:03                |
| 6.                  | "Voice of Wind (Movie Edit) (風たちの声 (Movie Edit))"                                               |                     | 2:37                |
| 7.                  | "Saving Hina (陽菜、救出)"                                                                           |                     | 1:47                |
| 8.                  | "Sky Clearing Up (晴れゆく空)"                                                                       |                     | 2:13                |
| 9.                  | "Sea in the Sky (空の海)"                                                                            |                     | 0:59                |
| 10.                 | "Visiting Home (御宅訪問)"                                                                           |                     | 3:42                |
| 11.                 | "First Part Time Job As Sunshine Girl (初の晴れ女バイト)"                                            |                     | 1:19                |
| 12.                 | "Celebration (Movie Edit) [feat. Toko Miura] (祝祭 (Movie Edit) feat.三浦透子)"                      |                     | 2:36                |
| 13.                 | "Fireworks Festival (花火大会)"                                                                      |                     | 3:05                |
| 14.                 | "Shrine of Weather (気象神社)"                                                                       |                     | 2:40                |
| 15.                 | "Shiba Ko-en (芝公園)"                                                                               |                     | 3:12                |
| 16.                 | "Two Confessions (二つの告白)"                                                                       |                     | 1:36                |
| 17.                 | "City Crisis (首都危機)"                                                                             |                     | 1:37                |
| 18.                 | "Snow in Midsummer (真夏の雪)"                                                                       |                     | 1:18                |
| 19.                 | "Power of the Weather (天気の力)"                                                                    |                     | 1:22                |
| 20.                 | "Time With Family (家族の時間)"                                                                      |                     | 2:33                |
| 21.                 | "Hina, Fading Away (消えゆく陽菜)"                                                                   |                     | 1:08                |
| 22.                 | "Eternity Above Clouds (永遠の雲の上)"                                                               |                     | 0:52                |
| 23.                 | "Clear Sky And Loss (晴天と喪失)"                                                                    |                     | 2:45                |
| 24.                 | "Hodaka Escapes / Kid's Plot (帆高、逃走～子供達の画策)"                                             |                     | 3:01                |
| 25.                 | "Bike Chasing (バイクチェイス)"                                                                      |                     | 0:59                |
| 26.                 | "Running With Hina (陽菜と、走る帆高)"                                                               |                     | 2:23                |
| 27.                 | "Is There Still Anything That Love Can Do? (Movie Edit) (愛にできることはまだあるかい (Movie Edit))" | Yojiro Noda         | 2:30                |
| 28.                 | "Grand Escape (Movie Edit) [feat. Toko Miura] (グランドエスケープ (Movie Edit) feat.三浦透子)"       |                     | 3:08                |
| 29.                 | "Rain Again (ふたたびの、雨)"                                                                        |                     | 0:44                |
| 30.                 | "We'll Be Alright (Movie Edit) (大丈夫 (Movie Edit))"                                                |                     | 4:18                |
| 31.                 | "Is There Still Anything That Love Can Do? (愛にできることはまだあるかい)"                           | Yojiro Noda         | 6:54                |
| Tổng thời lượng:    | Tổng thời lượng:                                                                                     | Tổng thời lượng:    | 1:06:48             |

## Bảng xếp hạng

### Bảng xếp hạng hàng tuần
| Bảng xếp hạng (2019)               | Vị trí cao nhất |
| ---------------------------------- | --------------- |
| Japan Albums (oricon)              | 2               |
| Japan Hot Albums (Billboard)       | 1               |
| Japan Top Albums Sales (Billboard) | 1               |

### Biểu đồ bài hát
| Tiêu đề                                                                    | Năm  | Vị trí cao nhất | Vị trí cao nhất |
| Tiêu đề                                                                    | Năm  | JPN Hot 100     | JPN Top DL      |
| -------------------------------------------------------------------------- | ---- | --------------- | --------------- |
| "Is There Still Anything That Love Can Do?" (愛にできることはまだあるかい) | 2019 | 3               | 1               |
| "Grand Escape" (featuring Toko Miura) (グランドエスケープ)                 | 2019 | 9               | 2               |

## Chứng nhận
| Quốc gia                                                                           | Chứng nhận | Số đơn vị/doanh số chứng nhận |
| ---------------------------------------------------------------------------------- | ---------- | ----------------------------- |
| Japan (RIAJ)                                                                       | Gold       | 100,000 (CD)                  |
| * Chứng nhận dựa theo doanh số tiêu thụ. ^ Chứng nhận dựa theo doanh số nhập hàng. |            |                               |